# Aurélien Paret-Peintre
Aurélien Paret-Peintre (n. 27 februarie 1996, Annemasse, Annemasse Agglo⁠(d), Franța) este un ciclist francez, care concurează în prezent pentru Decathlon–AG2R La Mondiale, echipă licențiată UCI WorldTeam. Fratele său mai mic Valentin este și el ciclist la aceeași echipă.

## Rezultate în Marile Tururi

### Turul Italiei
2 participări
- 2020: locul 16
- 2023: câștigător al etapei a 3-a, locul 15

### Turul Franței
2 participări
- 2021: locul 15
- 2022: nu a terminat competiția
- 2023: locul 55